# Bisbat de Tarba

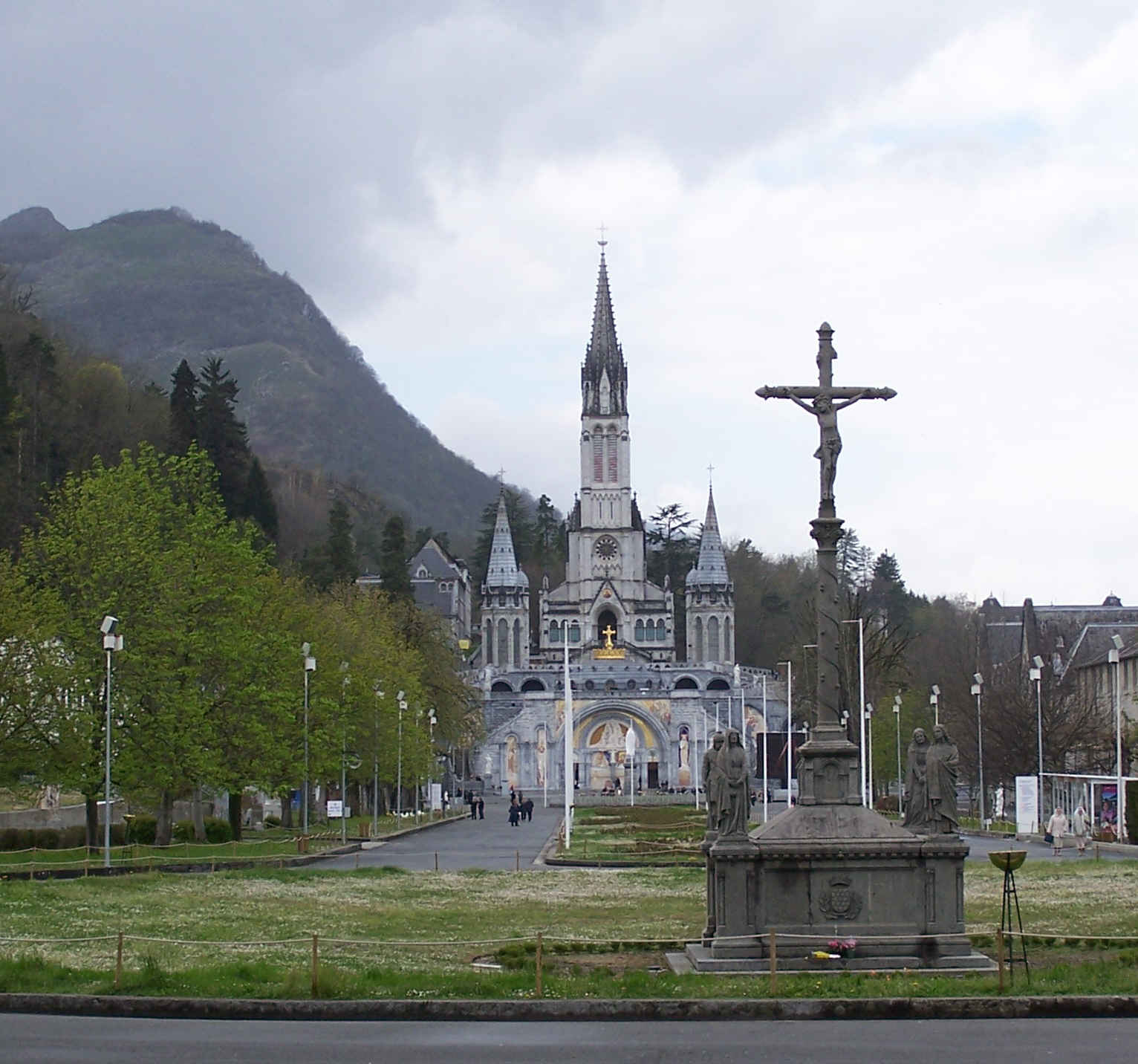
El santuari de la Mare de Déu de Lorda, el santuari marià més visitat del món.

El bisbat de Tarba i Lorda (francès: diocèse de Tarbes et Lourdes; llatí: Dioecesis Tarbiensis et Lourdensis) és una seu de l'Església catòlica, sufragània de l'arquebisbat de Tolosa. El 2010 tenia 151.000 batejats d'un total de 229.000 habitants. Actualment està regida pel bisbe Nicolas Jean René Brouwet.
La diòcesi de Tarba és la diòcesi històrica de la Bigorra, país tradicional de la Gascunya. Suprimida el 1801, va ser restablerta el 1822, ocupant el departament dels Alts Pirineus. Des de 1912 porta el nom de diòcesi de Tarba i Lorda. A partir del 2002 és sufragània de l'arxidiòcesi metropolitana de Tolosa de Llenguadoc.

## Territori
La diòcesi comprèn el territori departament francès dels Alts Pirineus.
La seu episcopal és la ciutat de Tarba, on es troba la catedral de Notre-Dame de la Sède. A la ciutat de Lorda es troba el Santuari de Nostra Senyora de Lorda, dedicat a la Mare de Déu de Lorda. Hi ha dues basíliques sobreposades, davant de la gran plaça (l'Esplanade): la Basílica de la Mare de Déu del Roseri i la Basílica de la Immaculada Concepció. Altres dues basíliques són la subterrània de Sant Pius X i la moderna basílica dedicada a Santa Bernadette.
El territori està dividit en 525 parròquies, agrupades en quatre zones:
1. Zona Adour-Côteaux
2. Zona de Bagnères Lannemezan
3. Zona de Lorda
4. Zona de Tarba

## Catedral i basíliques
La catedral de la diòcesi de Tarba i Lorda és la catedral de Notre-Dame-de-la-Sède de Tarba.
La diòcesi compta amb tres basíliques menors a Lorda: la basílica de Nostra Senyora del Rosari, la basílica de la Immaculada Concepció i la basílica de Sant Pius X.

## Història
La civitas Turba, també anomenada, datada a l'inici del segle v, és una de les ciutats que constituïen la província romana de la Novempopulana.
Els orígens de la diòcesi són incerts. Segons Gregori de Tours, el territori de la Bigorra va ser evangelitat per Genesi, un màrtir, amb tres altres preveres, Justí, Misilino i Sever. El primer bisbe històricament documentat és Apro, que es va fer representar al Concili d'Agde del 506 pel prevere Ingenuo. Originàriament la diòcesi era sufragània de l'arquebisbat d'Eauze.
A finals del segle vi, la sèrie episcopal de Tarba s'interromp a causa de la destrucció obra primer dels sarraïns i després dels normands. Els bisbes reapareixen a la segona meitat del segle x, i la diòcesi d'aquest moment és part de la província eclesiàstica de l'arquebisbat d'Aush.
L'abadia de Sant Savin de Lavedan fou fundada per diploma de Carlemany i el seu abat disposava de poder senyorial i al territori se li deia la república de Sant Savin. Altres abadies dependents del bisbats foren Sant Orens de Larreule i Sant Orens de Lavedan (benedictines) fundades el 970 i al segle x, en honor de Sant Orens, bisbe d'Auch. El monestir de Sant Pe de Generès fou fundat el 1032 pel duc Sanç de Gascunya. El priorat de Sarrancolin és del 1050 en memòria de Sant Ebó que va combatre els musulmans en territori català. L'abadia cistercenca d'Escala Dei es va fundar el 1140; Sant Ramon, monjo d'Escala Dei fou enviat a Hispània i va fundar l'abadia de Fitera i l'orde militar de Calatrava.
Al segle xii s'inicià la construcció de la catedral, que patí diverses intervencions successives, entre les quals hi ha l'actual façana del segle xviii.
En 1790, la constitució civil del clergat va mantenir la seu episcopal de Tarba pel departament dels Alts Pirineus.
Després del concordat amb la butlla Qui Christi Domini, del Papa Pius VIII del 29 de novembre de 1801 la diòcesi va ser suprimida i el seu territori va ser dividit entre els bisbats d'Agen i de Baiona.
El 6 d'octubre de 1822 la diòcesi de Tarba va ser restablerta amb la butlla Paternae charitatis, del mateix Papa Pius VII, a partir de territori de la diòcesi de Baiona. La nova diòcesi va perdre una part a favor de Baiona i una altra a favor d'Auch però va adquirir les parròquies de les Quatre Valls i de la Vall del Louron que abans pertanyien al bisbat de Comenge.
Després de les aparicions marianes a santa Bernadeta el 1858, el 20 d'abril de 1912 assumí el nom actual, per la importància de la ciutat de Lorda al món catòlic.
El 8 de desembre de 1917 el Papa Benet XV concedí al bisbe de Tarba i Lorda el privilegi de portar el pal·li durant les celebracions a les basíliques de Lorda.
El 8 de desembre de 2002, en ocasió de la reorganització de les circumscripcions eclesiàstiques franceses i esdevingué sufragània de l'arquebisbat de Tolosa.

## Cronologia episcopal
- Apro † (citat el 506)
- Giuliano † (inicis de 541 - finals de 551)
- Amelio I † (inicis de 585 - finals de 587)
- Sarstonio o Garstonio † (citat el 879)
- Amelio II † (inicis de 965 aproximadament - finals de 980 aproximadament)
- Bernard I † (inicis de 990 aproximadament - vers 1033)
- Richard † (vers 1034 - finals a l'agost de 1036)
- Héraclius I † (vers 1037 - vers 1069)
- Ponce I † (vers 1070 - finals d'abril de 1080)
- Hugues † (citat al l'octubre de 1080)
- Dodon o Odon o Eude † (inicis de 1083 aproximadament - finals de març de 1095)
- Bernard II (Bernard-Sanche d'Azereix) † (inicis de d'octubre de 1095 - finals de 1106 aproximadament)
- Guillaume I † (citat el 1110 aproximadament)
- Grégoire † (inicis de març de 1116 - finals de 1120)
- Guillaume Arnaud † (inicis de d'octubre de 1131 - finals de setembre de 1142)
- Bernard de Montesquiou † (inicis de 1145 - finals de 1163)
- Héraclius II † (citat entre el 1070 i el 1079)
- Arnaud-Guillaume d'Oson † (inicis de març de 1179 - finals de 1200)
- Arnaud-Guillaume de Biran † (inicis de desembre de 1212 - finals de 1215)
- Amanieu de Gresinhac † (inicis de novembre de 1216 - 1226 nomenat arquebisbe d'Auch)
- Hugues de Pardaillan † (inicis de maig de 1227 - 28 de febrer de 1245 mort)
- Arnaud-Raymond de Coarraze † (inicis de 1247 - finals d'abril de 1257[3])
- Arnaud de Miossens † (28 d'octubre de 1261 - finals de gener de 1267)
- Raymond-Arnaud de Coarraze † (inicis de maig de 1268 - 4 de març de 1307 mort)
- Gérard Doucet † (20 de febrer de 1308 - 11 de febrer de 1314 mort)
- Guillaume II Hunaud de Lanta, O.Clun. † (26 d'octubre de 1316 - 24 de novembre de 1339 nomenat bisbe d'Agde)
- Pierre-Raymond de Montbrun † (24 de novembre de 1339 - 14 de març de 1353 mort)
- Guillaume de Rosières, O.S.B. † (17 d'abril de 1353 - 1361 mort)
- Bernard IV † (18 de juny de 1361 - vers 1 d'agost de 1374 mort)
- Obediència avinyonesa:
  - Gaillard de Coarraze † (6 de novembre de 1374 - finals de maig de 1398)[4]
  - Bertrand † (25 de febrer de 1400 - 1404 mort)
  - Chrétien d'Hauterive, O.E.S.A. † (7 de novembre de 1404 - 17 de setembre de 1408 nomenat bisbe de Tréguier)
  - Bernard du Peyron † (17 de setembre de 1408 - 14 d'agost de 1416)
- Obediència romana:
  - Seu vacant (1382-1388)[5]
  - Pierre d'Anglade de Montbrun, O.P. † (30 d'abril de 1388 - 1 de juliol de 1391)
  - Renaud de Foix † (citat el 1392)
  - Adalbert † (citat el 1399)
- Bonhomme d'Armagnac † (26 de desembre de 1417[6] - 17 de març de 1427 mort)
- Raymond de Bernard † (30 d'abril de 1427 - vers 1430 mort)
- Jean de Fortou † (15 de desembre de 1430 - 1439 mort)
- Roger de Foix † (13 de gener de 1440 - 8 de juliol de 1461 mort)
- Jean † (27 de gener de 1462 - finals de juny de 1462)
  - Pierre de Foix † (11 de febrer de 1463 - 13 de desembre de 1464 mort) (administrador apostòlic)
- Louis d'Albret † (9 de gener de 1465 - 4 de setembre de 1465 mort)
- Arnaud-Raymond de Palatz † (18 de juliol de 1466 - finals de 21 de setembre de 1474 mort)
- Ménald (o Manaud) d'Aure † (8 de desembre de 1474 - 1504 mort)
  - Thomas de Foix † (4 de desembre de 1504 - vers 1514 – bisbe electe)
- Ménald de Martory (o de Montory o de Martres), O.S.A. † (6 de novembre de 1514 - 19 de setembre de 1524 nomenat bisbe de Couserans)
- Gabriel de Grammont † (19 de setembre de 1524 - 26 de març de 1534 mort)
- Antoine de Castelnau † (2 de setembre de 1534 - agost o setembre de 1539 mort)
- Louis de Castelnau † (29 d'octubre de 1539 - 1 de setembre de 1549 mort)
- Gentien de Bussy d'Amboise † (21 de juliol de 1556 – finals de 1575 mort)
- Salvat I d'Iharse † (29 de febrer de 1580 - 23 de juny de 1601 mort)
- Salvat II d'Iharse † (3 de juny de 1602 - 7 d'octubre de 1648 mort)
- Claude Mallier † (1 de febrer de 1649 - 1668 dimesso)
- Marc Mallier du Houssay † (3 de setembre de 1668 - 4 de maig de 1675 mort)
- Anne-Tristan de La Baume de Suze † (30 d'agost de 1677 - 4 de febrer de 1692 nomenat arquebisbe de Aush)[7]
- François de Poudenx † (24 de març de 1692[8] - 24 de juny de 1716 mort)
  - Sede vacante (1716-1719)
- Anne-François-Guillaume du Cambout-Beçay † (2 d'octubre de 1719 - 8 de juliol de 1729 mort)
- Charles-Antoine de la Roche-Aymon † (2 d'octubre de 1730 - 11 de novembre de 1740 nomenat arquebisbe de Tolosa)
- Pierre de Beaupoil de Saint-Aulaire † (19 de desembre de 1740 - 11 de gener de 1751 mort)
- Pierre de La Romagère † (5 de juliol de 1751 - 18 de febrer de 1769 mort)
- Michel-François de Couët du Vivier de Lorry † (11 de setembre de 1769 - 20 de setembre de 1782)[9]
- François Gain de Montagnac † (23 de setembre de 1782 - 6 d'octubre de 1801)
  - Seu suprimida (1801-1822)
- Antoine-Xavier de Neirac † (16 de maig de 1823 - 28 de gener de 1833 mort)
- Pierre-Michel-Marie Double † (30 de setembre de 1833 - 1 d'abril de 1844 mort)
- Bertrand-Sévère Mascarou-Laurence † (21 d'abril de 1845 - 30 de gener de 1870 mort)
- Pierre-Anastase Pichenot † (27 de juny de 1870 - 25 de juliol de 1873 nomenat arquebisbe de Chambéry)
- Benoît-Marie Langénieux † (25 de juliol de 1873 - 21 de desembre de 1874 nomenat arquebisbe de Reims)
- César-Victor-Ange-Jean-Baptiste Jourdan † (21 de desembre de 1874 - 16 de juliol de 1882 mort)
- Prosper-Marie Billère † (25 de setembre de 1882 - 27 d'agost de 1899 mort)
- François-Xavier Schoepfer † (14 de desembre de 1899 - 24 d'agost de 1927 mort)
- Alexandre-Philibert Poirier † (24 d'agost de 1927 - 25 d'agost de 1928 mort)
- Pierre-Marie Gerlier † (14 de maig de 1929 - 30 de juliol de 1937 nomenat arquebisbe de Lió)
- Georges-Eugène-Emile Choquet † (11 de febrer de 1938 - 20 d'abril de 1946 mort)
- Pierre-Marie Théas † (17 de febrer de 1947 - 12 de febrer de 1970 jubilat)
- Henri Clément Victor Donze † (12 de febrer de 1970 - 25 de març de 1988 jubilat)
- Jean Yves Marie Sahuquet † (25 de març de 1988 - 16 de gener de 1998 jubilat)
- Jacques Jean Joseph Jules Perrier (16 de gener de 1998 - 11 de febrer de 2012 jubilat)
- Nicolas Jean René Brouwet, des del'11 de febrer de 2012

## Estadístiques
A finals del 2010, la diòcesi tenia 151.000 batejats sobre una població de 229.000 persones, equivalent al 65,9% del total.
| any  | població | població | població | sacerdots | sacerdots       | sacerdots       | sacerdots             | diaques | religiosos | religiosos | parroquies |
| ---- | -------- | -------- | -------- | --------- | --------------- | --------------- | --------------------- | ------- | ---------- | ---------- | ---------- |
| any  | batejats | total    | %        | total     | clergat secular | clergat regular | batejats por sacerdot | diaques | homes      | dones      |            |
| 1950 | 201.000  | 201.954  | 99,5     | 377       | 325             | 52              | 533                   |         | 65         | 626        | 488        |
| 1969 | 180.000  | 225.730  | 79,7     | 319       | 275             | 44              | 564                   |         | 74         | 965        | 156        |
| 1978 | 170.000  | 229.000  | 74,2     | 281       | 239             | 42              | 604                   |         | 72         | 865        | 522        |
| 1990 | 200.000  | 233.000  | 85,8     | 246       | 180             | 66              | 813                   | 3       | 99         | 764        | 522        |
| 1999 | 150.000  | 225.000  | 66,7     | 196       | 147             | 49              | 765                   | 6       | 89         | 674        | 105        |
| 2000 | 150.000  | 222.365  | 67,5     | 176       | 124             | 52              | 852                   | 7       | 92         | 675        | 117        |
| 2001 | 140.000  | 222.365  | 63,0     | 191       | 138             | 53              | 732                   | 8       | 93         | 700        | 117        |
| 2002 | 150.000  | 222.400  | 67,4     | 177       | 125             | 52              | 847                   | 10      | 92         | 700        | 117        |
| 2003 | 150.000  | 222.400  | 67,4     | 182       | 126             | 56              | 824                   | 10      | 78         | 650        | 117        |
| 2004 | 150.000  | 222.400  | 67,4     | 179       | 126             | 53              | 837                   | 10      | 75         | 645        | 117        |
| 2010 | 151.000  | 229.000  | 65,9     | 168       | 106             | 62              | 898                   | 14      | 98         | 422        | 525        |